# エクソマーズ
エクソマーズ（英語: Exobiology on Mars、ExoMars）とは、欧州宇宙機関（ESA）が主導している火星探査計画である。宇宙生物学的な探査計画であり、火星の生命による痕跡の探査が目的である。現在は欧州宇宙機関（ESA）がロシア・ロスコスモス社（Roscosmos）と共同で計画を進めている。
このプロジェクトでは複数の探査機械を2回に分けて打ち上げる予定である。探査機の打ち上げにはプロトンMロケットを使う予定でいる。
第1弾として、トレース・ガス・オービター（TGO）が2016年に打ち上げられ、2017年に火星衛星軌道投入に成功した。ただし、TGOに搭載されていた突入・降下・着陸実験モジュール（着陸機）スキアパレッリEDMは、火星に投下したものの通信が途絶し、失敗した。
第2弾として、ロシアの着陸機のカザチョクが、ESAのローバーロザリンド・フランクリンを搭載して、2020年に打ち上げる予定だったが、2022年まで延期された。

## 目的
エクソマーズの科学的な目的は、ESAが以下のように優先順位を付けている。
- 過去から現在にかけての火星の生命による、生命の痕跡（英語版）の探査。
- 地表から浅い範囲における、水分と表土物質の科学的分布の特定。
- 表面環境の研究と将来の有人探査における、危険性の特定。
- 火星の進化の理解や居住の可能性などのために、惑星の表面と内部をより理解するための調査。
- 最終的なサンプルリターン飛行に向けた、成長的ステップの達成。

開発の技術的な目的は以下である。
- 火星への大型ペイロードの着陸。
- 火星表面用の太陽光電池の開発。
- ドリルによる表層下部へのアクセス。紫外線・酸化・放射線による影響がある範囲よりも深い、地下2 mでのサンプル収集。
- ローバーを用いた、他惑星での地表探査手法の開発。

## 経緯
エクソマーズは開始以来、何段階かの計画フェイズを得ており、その過程で、着陸機、探査衛星、打ち上げ機、国際協力などは計画途中で何度も変えられてきた。例えば、アメリカ合衆国との火星探査共同イニシアティブは計画が消滅した。

### NASAの参加
当初、エクソマーズの概念はオーロラ計画の目玉計画として計画された大型の探査車からなり、2005年12月にESAの閣僚会議で承認された物である。この大型の探査車は、探査車だけでなく、固定式の基地局も併せた計画であった。それらはソユーズロケットを用いて、2011年に打ち上げが計画されていた。
2007年、探査車の車台の設計製作を行うイギリス企業のEADS アストリアムによって、カナダのマクドナルド・デットワイラー・アンド・アソシエイツが100万ユーロ規模の契約企業として選ばれた。アストリウムは最終設計にも同社と契約を締結した。
2009年7月にNASAとESAは火星の探査を共同で開始するという、いわゆる「火星探査共同イニシアティブ」に合意し、この中ではソユーズロケットに代えてアトラスロケットの利用が計画され、技術的な設定・計画の財源を大きく変更した。2009年7月19日時点では、探査車はマーズ・トレース・ガス・オービター（TGO)の相乗り機として計画されており、将来の協定はアトラスの打ち上げ能力とNASAの探査衛星に合わせて、エクソマーズの探査機の重量を充分に減らす事が必要とされていた。この時点では、幾つかの宇宙機を、2基のアトラスVで打ち上げる計画であった。探査車のTGOは、この計画に統合され、気象観測用の固定式基地局と相乗りで2016年に打ち上げる予定であった。この中では2台目のローバーとして、MAX-Cも計画されていた。

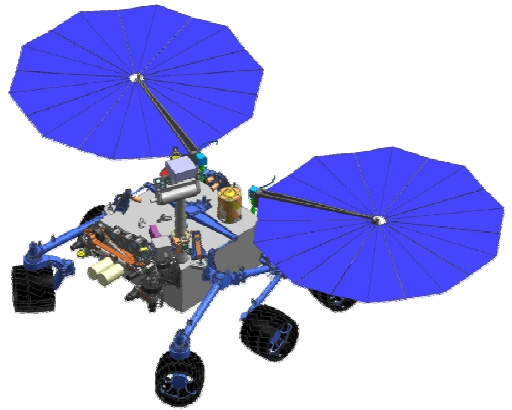
2011年に中止が決定されたMAX-Cローバー。

2009年8月に、ロシア連邦宇宙局とESAはフォボス・グルントとエクソマーズの2つの火星探査計画での協力を含めた契約に合意した。具体的には、ESAはプロトンロケットを、ロシアの装置を積んだエクソマーズ・ローバー打ち上げ機のバックアップ機として確保した。
2009年12月17日にESAは、NASAとの協力で行う2回の打上げミッションで構成される火星探査計画に最終認可を与え、2016年と2018年の計画に8億5000万ユーロを委託する事を承認した。
2011年4月に、資金的な問題から同行予定であったMAX-Cローバーの開発中止が公表され、計画されていた2台のうち、より大型のエクソマーズ・ローバーだけを2018年に打ち上げると決定された。この計画変更の際に、新しいローバーをヨーロッパで製造し、ヨーロッパとアメリカの観測装置を混載する案が提案された。NASAが火星への輸送のためのロケットを提供し、マーズ・サイエンス・ラボラトリーで採用されたスカイクレーン着陸機構を提供するという案である。しかし再編案が提案されたにもかかわらず、2018年の計画目標時期は変更しないままであった。そして結局、2012年2月13日にバラク・オバマ大統領が公開した2013年度予算の下で、NASAはジェイムズ・ウェッブ宇宙望遠鏡の予算超過分に資金を回すため、エクソマーズ計画への参加を打ち切った。同時に、エクソマーズ計画のための準備資金の拠出も全て中止され、計画の大部分の見直しが迫られた。
なお、ESAは2018年に予定されていた打ち上げに関して、NASAが小規模な範囲で計画に戻る可能性までは排除していなかった。

### NASA撤退後
2012年3月15日にESAは、ロシア連邦宇宙局（Roscosmos）との協力の下でエクソマーズ計画を推し進めると発表し、計画では2018年までにRoscosmosから提供される2機のプロトン-Mを使用して探査を実施し、2018年のローバーミッション用の火星への突入・降下・着陸モジュールがロシアから追加提供される予定だった。2016年の打ち上げには原則的に合意に達していたが、Roscosmosは次の3つの条件を定めた2012年11月の正式契約に調印を求めた。
1. Roscosmosは参加協力の対価として、プロトンロケットを提供する。
2. マーズ・トレース・ガス・オービターには、NASAの装置の代わりにロシア製の装置2台を載せる。これは元々フォボス・グルントのために開発された装置[27][28]。
3. 全ての科学的成果は、欧州宇宙機関とロシア科学アカデミーの知的財産である[注釈 1]。

ロシアのエクソマーズ用の資金は、フォボス・グルントの損失による12億ルーブルで部分的にまかなわれ、またMars-NETとエクソマーズ計画の間で調整可能な資金は再配置された。
評論家は、ロシアの持つ専門技術はロケットの提供においては充分であるかもしれないが、現段階では、火星着陸システムの重要な部分に関わる技術を提供するには至っていないと位置づけている。
当初のESAは10億ユーロで、エクソマーズの開発を予定していたが、NASAの撤退と事業の再編の結果から、現在までの開発費に加え、恐らく数億ユーロの追加必要資金が発生している。このため2012年3月にESAの加盟国は、どのように不足分を調達するか検討するよう、機関の幹部に指示した。資金調達方法の可能性として、エクソマーズの達成を優先させるため、ESAの他の科学活動の進展を止めて、その資金をエクソマーズに回す方法が考えられる。

## 打ち上げ機
2回の打ち上げの両方でプロトンMロケットが利用される予定である。プロトンロケットは、これまでにもサリュート6号、サリュート7号、ミール、国際宇宙ステーションの基幹部などを打ち上げた実績を有する大型ロケットである。

## ミッションの役割・概要
ESAは当初1回のミッションの計画を立てていたが、現在は2回のミッションで行う計画である。現在の計画ではエクソマーズ計画は4機の探査機で行われる計画であり、2台の非移動式着陸機、1台の周回衛星、1台の探査車が投入される予定である。
| 参加機関                                    | 1回目の2016年の打上げ                         | 2回目の打上げ            |
| ------------------------------------------- | --------------------------------------------- | ------------------------ |
|                                             | プロトンロケット                              | プロトンロケット         |
| TGO用の観測機器の大半 EDM着陸機用原子力電池 | ロシアの着陸システム ローバー用観測機器の一部 |                          |
|                                             | エクソマーズ・トレース・ガス・オービター      | ロザリンド・フランクリン |
| 「スキアパレッリ」EDM気象探査用着陸機       |                                               | ロザリンド・フランクリン |

### 2016年の打ち上げ

#### TGO（衛星）

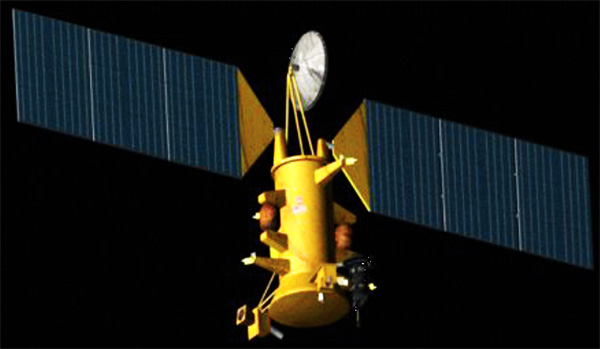
トレース・ガス・オービター（TGO）

トレース・ガス・オービター（TGO）は、火星通信衛星と周回機による大気中微量気体分析の人工衛星であり、2016年3月14日に打ち上げられた。「スキアパレッリ」EDM着陸機を火星まで運び、火星のメタン源や他の気体の地図化を行い、これによって2回目（当時の予定では2018年）の打ち上げで投入される着陸機の着陸場所の選択を助ける。火星の大気におけるメタンの存在は、興味をもたれている。その起源が、現在も生命が存在しているためか、または、現在も火星が地質活動をしているためかのいずれかが、有力視されているためである。その地上探査機と搭載探査車の到着後、オービターは分析化学活動を行えて、EDMランダーとエクソマーズ・ローバーと、地球の中継通信を提供できるよう、より低い軌道に移動する。
なお、TGOは将来打ち上げられる計画機のための通信中継衛星として、2022年まで稼動を継続する予定である。

#### 打ち上げ
2016年3月15日にトレース・ガス・オービター（TGO）と突入・降下・着陸実験モジュール「スキアパレッリ」は、バイコヌール宇宙基地からプロトンMロケットで打ち上げられた。
2016年10月17日にTGOとスキアパレッリの分離に成功し、19日に火星軌道投入とスキアパレッリの火星地表への降下が行われた。しかし、その後スキアパレッリはエンジン噴射が充分に行われず、火星の地表に激突し失われたと判明した。
一方で、TGOは正常に稼働しており、2回目（当時の予定では2018年）の打ち上げで火星に投入予定の探査車の通信中継局としても使用される予定である。

#### スキアパレッリEDM（着陸機）
突入・降下・着陸実験モジュール（Entry, Descent and Landing Demonstrator Module、EDM）「スキアパレッリ」は、火星表面着陸時の着陸方向や着陸速度を制御する技術と共にESAが提供した。なお、EDMは2013年11月に「スキアパレッリ」(Schiaparelli)という名称が付けられた。これは19世紀に火星表面を観測を行った、イタリアの天文学者のジョヴァンニ・スキアパレッリにちなんだ命名である。
スキアパレッリは、火星大気に突入後、モジュールはパラシュートを展開し、レーダー高度計ドップラーセンサーとオンボード慣性測定ユニットに基づいた、閉ループ誘導航行制御システムを使って、着陸を行うよう設計されていた。着陸の最終段階ではパルス噴射式の液体燃料エンジンを使用し、地上約1 mでエンジンを停止して、衝撃で変形する衝撃吸収構造を利用して最後の衝撃を吸収する設計だった。
着陸は火星で砂嵐が起きる季節に実施すべく予定が組まれ、これにより、突入と降下時に粉塵を含んだ大気の特徴に関する知見が得られると期待され、火星の砂塵に富んだ地表の調査を実施する予定だった 。着陸後は、風速、風向、湿度、気圧、表面気温、大気の透明度などを測定し、また、火星地表で初の磁場の測定なども行われる予定だった。ロシアの提供した原子力電池で、スキアパレッリは火星表面で数ヶ月間運用できるはずだった。

##### EDM地表ペイロード
EDM非移動式着陸機は、火星深部の地形物理の調査を目的とする"フンボルトペイロード(Humboldt payload)"と呼ばれる、11台の観測機器を運ぶために計画された。しかし、2009年第1四半期に着陸機およびフンボルト観測機器の目標を確認する調査を行なった結果、これは完全に中止された。
最新のEDM地表ペイロードは、提案されていた気象探査計画DREAMS（Dust Characterisation, Risk Assessment, and Environment Analyser on the Martian Surface）に基づいており、風速と風向(MetWind)、湿度(MetHumi)、気圧(MetBaro)、表面温度(MarsTem)、大気の透明度(Optical Depth Sensor; ODS)、大気の帯電(Atmospheric Radiation and Electricity Sensor; MicroARES)などのセンサー群を含んでいる。DREAMSペイロードは着陸後のEDMの表面ミッションの期間、環境観測点として働き、DREAMSは火星の地表で最初の電磁場測定を行う予定だった。大気中の砂塵の濃度の測定値を組み合わせて、DREAMSは砂塵を持ち上げる静電気の力の役割や、砂嵐の始まるメカニズムについて新しい見識を提供するはずだった。さらにMetHumiは湿度に関する重要なデータからMicroARESを補足し、これによって科学者の砂塵の帯電に関してよりよく理解することを可能にするはずだった。なお、カラーカメラもペイロードに含まれており、地表用ペイロードに加えてEDMのカラーカメラは、画像の形で貴重な追加的科学データを提供する予定だった。

##### 失われたスキアパレッリと地表ペイロード
TGOの軌道投入直前の2016年10月16日、スキアパレッリは火星に向けて投下された。しかし、火星表面には到達したと考えられるものの、通信が途絶し、失敗に終わった。

### 2022年の打ち上げ

#### カザチョク（着陸機）
2回目の打ち上げは、2018年に予定されていたが、開発の遅れ及び確実な打ち上げを期すという理由で、まず2020年に延期された。さらに、2020年のCOVID-19の流行により、2022年へと再延期された。
ロシアの着陸機のカザチョクは、ロザリンド・フランクリン（旧称 エクソマーズ・ローバー）を火星表面に展開させる。この再突入・降下・着陸モジュールは、8割がロシア側で、2割がESAで製造される。ロシアは2機目の着陸機のハードウェアのほとんどを製造し、ESAは誘導や航法システムの要素を扱う。この地上基地型着陸機かEDM装置に、ロシアの原子力電源を装備する事によって、以前計画されていた数日の観測期間から火星年で1年にわたって地表環境を観測可能にするよう、提案されている 。

#### 着陸予定地点
2007年11月の時点で、ローバーの着陸地点には以下の候補が挙げられていた。
- マゥース谷（英語版）
- ニリ谷（英語版）
- メリディアニ平原
- ホールデン・クレーター（英語版）
- ゲール・クレーター

ただ、2009年の火星でのメタン源の発見によって、探査する価値の高い目標地点が判明した。火星の大気に含まれるメタンは、その起源として有力視されているのが、現在も生存している生物の活動である可能性と、現在も火星で何らかの地学的活動である可能性である。だからこそ、そのメタンの発生源と考えられる地点は注目されている。そのメタンの発生源と目された箇所を調査して、メタンの発生原因が何なのか確認する事が、主要な探査目的である。
火星のメタンは広範囲のプルームで生じ、プロファイルはメタンが個別の地域で開放されたことを暗示している。プロファイルは北緯30度、西経260度と北緯0度、西経310度の2箇所のメタン源の地域があるらしいことを示唆している。最適な着陸点と通信の安定を決めるために、トレース・ガス・オービターは2016年に打ち上げられ、事前に季節的とされるメタン生成を地図化することが決められた。探査車はトレース・ガス・オービターによって判明したメタン源を調査する。

#### ロザリンド・フランクリン（探査車）
| エクソマーズ・ローバー（現 ロザリンド・フランクリン）の試験機の初期の設計、2006年のベルリン国際航空宇宙ショーにおいて |  | 他の初期のテストモデル、2007年のパリ航空ショーにおいて |
| エクソマーズ・ローバー（現 ロザリンド・フランクリン）の試験機の初期の設計、2006年のベルリン国際航空宇宙ショーにおいて |  | 他の初期のテストモデル、2007年のパリ航空ショーにおいて |

ロザリンド・フランクリン（旧称 エクソマーズ・ローバー）は、自走式で6輪の探査車である。